# Josip Mihalović

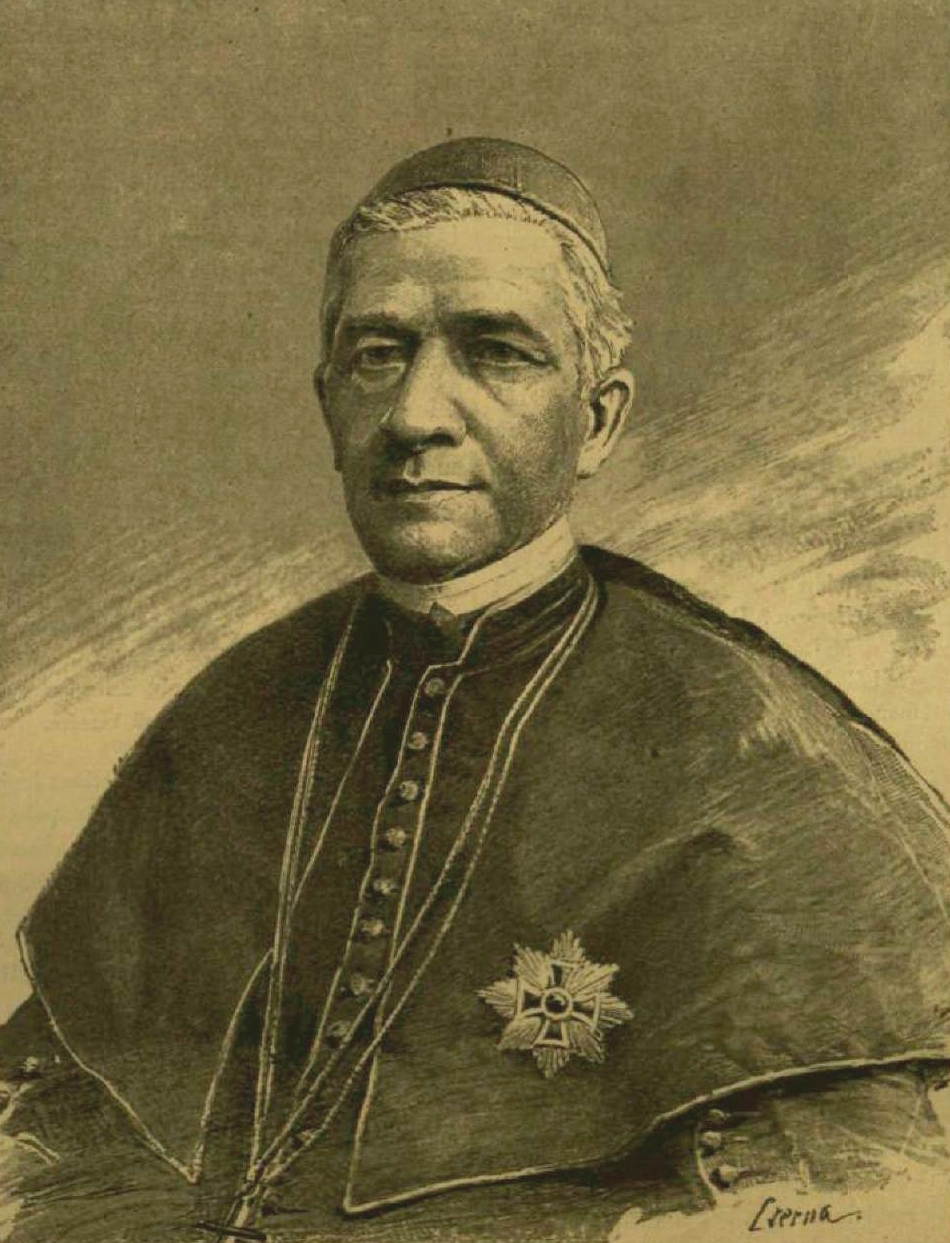
Josip Kardinal Mihalović (um 1891)

Josip Mihalović (* 16. Januar 1814 in Torda, Komitat Torontál, Ungarn; † 19. Februar 1891 in Agram (Zagreb), Kroatien) war ein kroatischer römisch-katholischer Priester, Erzbischof von Agram und Kardinal.

## Leben

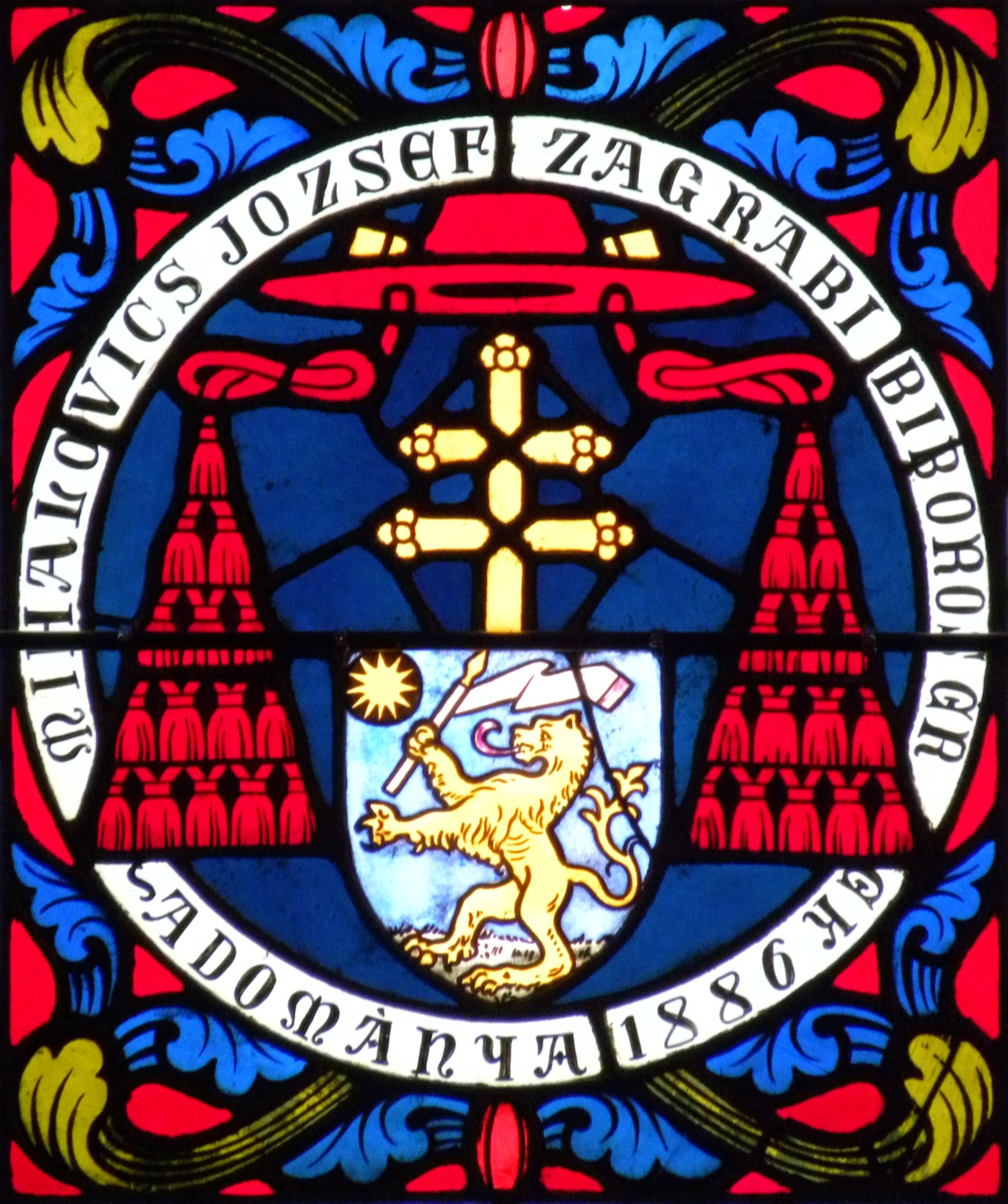
Kardinalswappen (Fenster im Chor der Budapester Matthiaskirche)

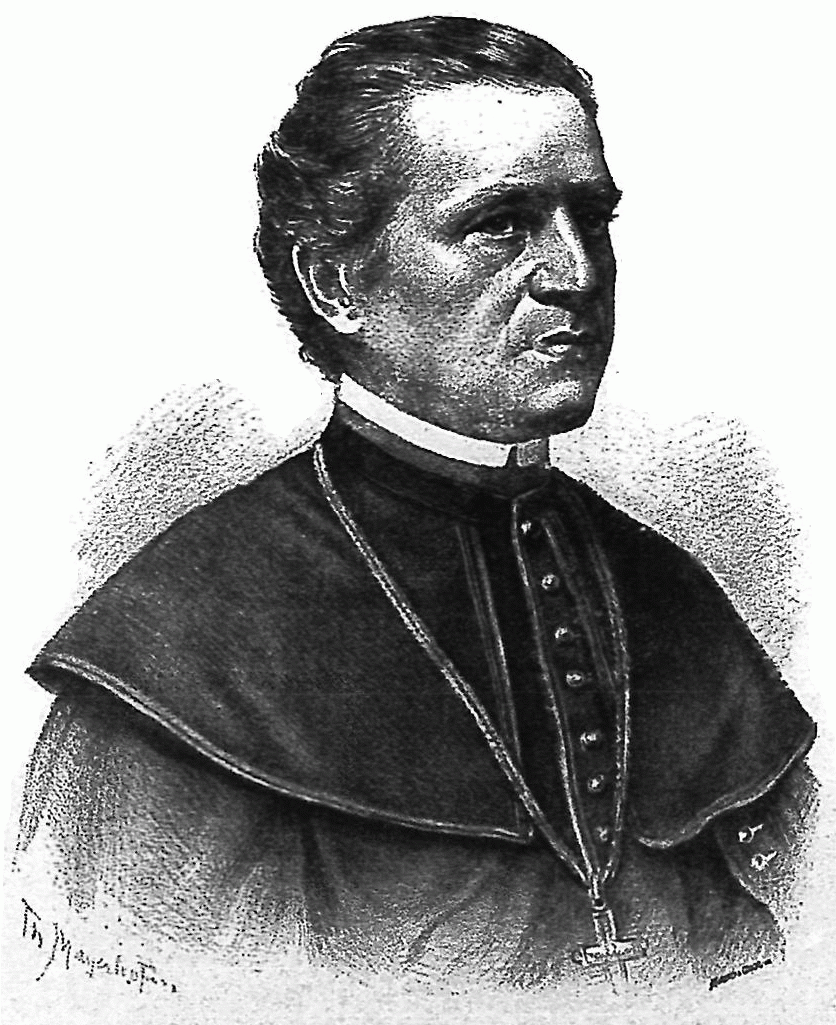
Josip Mihalović (von Th. Mayerhofer) in mittleren Jahren

Mihalović beendigte seine theologischen Studien in Temesvár, empfing 1836 die Priesterweihe, wirkte dann als Kaplan, wurde 1837 bischöflicher Zeremoniär, 1844 Sekretär und Konsistorialrat, 1848 Titulardomherr, 1849 zweiter Vikar des Csanáder Bischofs. Er beteiligte sich auch am öffentlichen Leben, wurde nach der Niederschlagung der ungarischen Revolution vom Kriegsgericht zu zwölfjährigem Kerker mit Verlust aller Ämter, Titel und seines Vermögens verurteilt und in der Festung Leopoldstadt eingekerkert. Im Jahr 1852 erhielt er die Freiheit wieder, durfte aber längere Zeit kein Pfarramt bekleiden und blieb noch vier Jahre der Polizeiaufsicht unterstellt; als Pfarrgehilfe in seinem Geburtsorte trat er wieder in die Seelsorge, wurde sodann Pfarrerstellvertreter in Neu-Beschenova, gewann 1856 das Amt und die Würde eines Dechanten, 1861 jene eines Kanonikus wieder, wurde 1868 zum Abt ernannt.
Josip Mihalović wurde 1870 zum Erzbischof von Agram. Die Bischofsweihe spendete ihm am 17. Juli 1870 der Apostolische Nuntius von Österreich und spätere Kardinal, Mariano Falcinelli Antoniacci. Mitkonsekratoren waren Bischof Johann Rudolf Kutschker, Titularbischof von Carrhae, sowie Bischof Dominik Mayer, Titularbischof von Cisamus.
Er war k. k. Wirklicher Geheimer Rat. Am 22. Juni 1877 nahm ihn Pius IX. als Kardinalpriester mit der Titelkirche San Pancrazio in das Kardinalskollegium auf.
Im Jahr 1886 wurde sein 50-jähriges Priesterjubiläum mit großem Pomp gefeiert. Durch sein mildes, kluges Auftreten soll Kardinal Mihalović die Sympathien des ihn anfangs mit Misstrauen und Abneigung begegnenden kroatischen Volkes gewonnen haben.
Er starb in Agram, dem heutigen Zagreb, und wurde in der Kathedrale von Zagreb beigesetzt.